# Junkers Ju 188
Die Junkers Ju 188 (Suggestivname: Rächer) war ein Kampfflugzeug der deutschen Luftwaffe im Zweiten Weltkrieg. Sie wurde hauptsächlich als (Torpedo-)Bomber und Aufklärer eingesetzt.

## Entwicklung
Die Junkers Ju 188 war ein zweimotoriger Mitteldecker mit Einziehfahrwerk und zunächst drei Mann Besatzung. Die Maschine stellte eine Weiterentwicklung der Junkers Ju 88 dar. Der Antrieb erfolgte durch jeweils zwei 12-Zylinder-V-Motoren Jumo 213A (A- und D-Serie) oder durch zwei 14-Zylinder-Doppelsternmotoren BMW 801 G-2 (E- und F-Serie). Der Erstflug der Ju 88 V44 (Ju 188 V1) fand 1941 statt.
Gegenüber dem Ausgangstyp wurden im Wesentlichen die Kanzel, das Leitwerk und die Tragflächen geändert. Es entstand ein so genannter Kampfkopf, in dem alle Besatzungsmitglieder in unmittelbarer Nähe zueinander im vorderen Rumpfbereich zusammengefasst wurden. Aber auch die Leistung der Triebwerke wurde erhöht, die Tragflächen und die allgemeine Aerodynamik verbessert.

## Produktion
Der Serienbau der Ju 188 lief von Februar 1943 bis Februar 1945. Insgesamt wurden 1234 Flugzeuge hergestellt. Auf die einzelnen Jahre verteilte sich die Produktion wie folgt:
1943: 174 Bomber, 109 Aufklärer

1944: 434 Bomber, 484 Aufklärer

1945: 33 Aufklärer
Es wurden fünf unterschiedliche Versionen in Serie gebaut. Ebenso entstanden eine Reihe von Projekten, auf denen zum Teil (J/K/L-Serie) die Weiterentwicklung Ju 388 basierte.
Bauzahlen der Ju 188 bis 28. Februar 1945:
| Version | Junkers | ATG | Siebel | SUMME | Produktion                        |
| ------- | ------- | --- | ------ | ----- | --------------------------------- |
| E-1     | 263     |     |        | 263   | Februar 1943 bis Mai 1944         |
| F-1     | 222     |     |        | 222   | April 1943 bis Juli 1944          |
| A-2     | 71      | 72  | 140    | 283   | September 1943 bis September 1944 |
| A-3     |         |     | 62     | 62    | Juli bis September 1944           |
| D-2     | 45      | 139 | 220    | 404   | Februar 1944 bis Februar 1945     |
| SUMME   | 601     | 211 | 422    | 1234  | Februar 1943 bis Februar 1945     |

Von der Gesamtzahl wurden insgesamt 125 vor der Auslieferung zerstört, so dass nur 1109 Flugzeuge durch die Bauaufsichtsleitung (BAL) des Reichsluftfahrtministeriums übernommen wurden. Die Luftwaffe erhielt zwischen August 1943 und Februar 1945 lediglich 874 Flugzeuge, weshalb nach der BAL-Abnahme weitere Zerstörungen, aber auch umfangreiche Verschrottungen durch die weitgehende Auflösung der Kampfgeschwader anzunehmen sind. 22 Flugzeuge wurden bei Junkers zur Vorserie Ju 388 L-0 und K-0 umgebaut.

## Einsatz
Letztendlich erhielten nur die Kampfgeschwader 2, 6 und 26 nennenswerte Zahlen von Ju 188. Die II. Gruppe des Kampfgeschwaders 2 nahm mit 35 Ju 188E und die I. Gruppe des Kampfgeschwaders 6 mit 41 Ju 188A am Unternehmen Steinbock teil.

## Versionen

Dreiseitenriss

- Ju 188 A-2: Bomber mit zwei 1750-PS-Triebwerken Jumo 213A
- Ju 188 A-3: Torpedoflugzeug mit zwei 1750-PS-Triebwerken Jumo 213A
- Ju 188 D-2: Aufklärer, eine Ju 188 A-2 ohne Bomben, mit mehr Treibstoff sowie Fotoausrüstung
- Ju 188 E-1: Bomber mit zwei 1700 PS leistenden Triebwerken BMW 801 G-2
- Ju 188 E-2: Torpedobomber, E-1 mit entsprechender Auslegung (nur Umbau)
- Ju 188 F-1: Aufklärer, eine Ju 188 E-1 ohne Bomben, mit mehr Treibstoff sowie Fotoausrüstung
- Ju 188 F-2: Aufklärer, wie F-1 aber mit Modifikationen der E-2 (nur Umbau)
- Ju 188 G: Bomber, mit Bodenwanne und Heckstand, keine Serienfertigung
- Ju 188 J: Projekt für „Schnellnachtjäger“, später als Ju 388 J-1 verwirklicht
- Ju 188 K: Projekt für „Schnellnachtjäger“, später als Ju 388 K-1 verwirklicht
- Ju 188 L: Projekt für „Schnellnachtjäger“, später als Ju 388 L-1 verwirklicht
- Ju 188 R: Nachtjäger, nur Projekt
- Ju 188 S: Schnellbomber, nur Projekt
- Ju 188 T: Höhenaufklärer, nur Projekt
- Ju 188 U: Reiseflugzeug für Generalfeldmarschall Milch

## Technische Daten
| Kenngröße             | Daten der Ju 188 A-2 (1943)                                                                                              |
| --------------------- | --- |
| Einsatzzweck          | Horizontalbomber |
| Besatzung             | 4 |
| Länge                 | 14,95 m |
| Spannweite            | 22,02 m |
| Höhe                  | 4,45 m |
| Flügelfläche          | 56 m² |
| Flügelstreckung       | 8,7 |
| max. Startmasse       | 15.000 kg |
| Höchstgeschwindigkeit | 525 km/h |
| Dienstgipfelhöhe      | 10.000 m |
| Reichweite            | 2200 km (mit halber Bombenlast)                                                                                          |
| Triebwerke            | zwei V-12-Motoren Junkers Jumo 213 A mit je 1.750 PS (ca. 1.290 kW) Startleistung                                        |

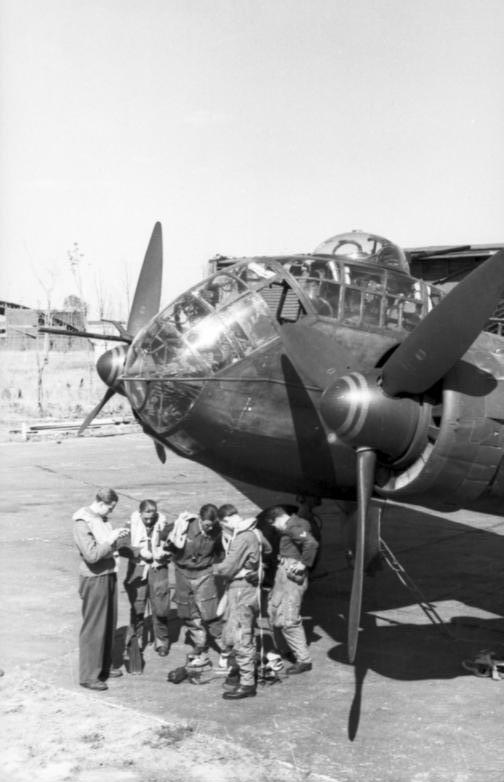
Besatzung einer Ju 188 vor dem Start

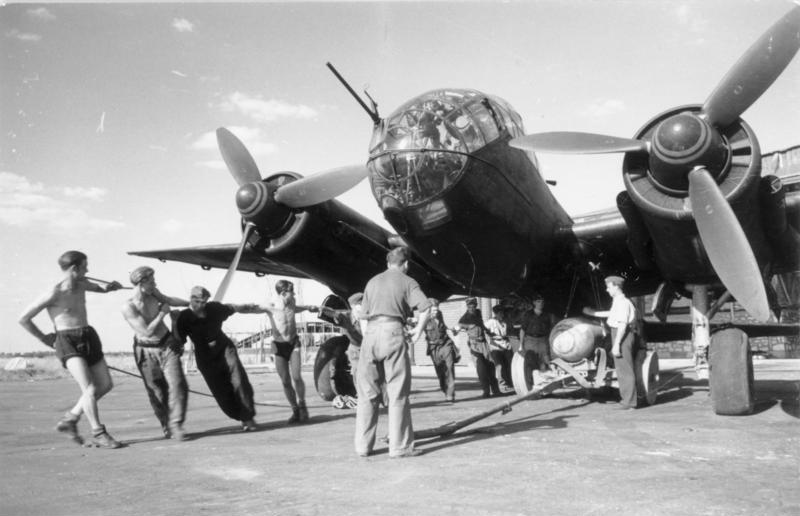
Junkers Ju 188 A-3, 2. Staffel des KG 6

| Bewaffnung            | - zwei 20-mm-MG 151/20 Kanonen, zwei 13-mm-MG 131 und bis zu vier 7,92-mm-MG 81 - bis zu 3000 kg an Bomben oder Torpedos |